# Analiza multifraktalna
Analiza multifraktalna (ang. multifractal detrended fluctuation analysis, MF-DFA) – rozszerzenie beztrendowej analizy fluktuacji o miarę rozkładu wymiarów fraktalnych w badanej niejednorodnej strukturze. Analiza bazuje na wyeliminowaniu trendu z badanego szeregu czasowego.